# Drop Dead, Gorgeous
Drop Dead, Gorgeous var ett amerikanskt post-hardcore/metalcore-band ifrån Denver, Colorado, bestående av fem medlemmar. År 2006 släppte de EP:n Be Mine Valentine och albumet In Vogue. Sommaren 2007 släppte de albumet Worse Than a Fairy Tale och sommaren 2009 kom det tredje albumet  The Hot N' Heavy. Bandet upplöstes 2011.
Bandet har varit på turné med liknande grupper som Alesana, Still Remains samt Aiden.

## Bandmedlemmar
Senaste medlemmar
- Danny Stillman - sång, gitarr, keyboard (2004-2011)
- Kyle Browning - sologitarr, synthesizer, bakgrundssång (2004-2011)
- Jake Hansen - bas, bakgrundssång (2004-2011)
- Danny Cooper - trummor, slagverk (2004-2011)
- Jacob Belcher - rytmgitarr, bakgrundssång (2010-2011)

Tidigare medlemmar
- Judah Leary - rytmgitarr, bakgrundssång (2006-2007)
- Aaron Rothe - keyboard, synthesizer, bakgrundssång (2004-2008)
- Dan Gustavson - rytmgitarr (2004-2010)
- Dan Passera - trummor (2006-2007)
- Jonathan "Duck" Leary - keyboard, synthesizer, bakgrundssång, slagverk (2008-2009)

## Diskografi
Studioalbum
- 2006: In Vogue
- 2007: Worse Than a Fairy Tale
- 2009: The Hot N' Heavy

EP
- 2006: Be Mine, Valentine

Singel
- 2007: They'll Never Get Me (Word With You)